# 電車とバスの博物館
電車とバスの博物館（でんしゃとバスのはくぶつかん）は、神奈川県川崎市宮前区にある東急電鉄が運営する鉄道保存展示施設。最寄駅は東急田園都市線宮崎台駅で、田園都市線高架下に建物があり、入口のひとつは改札前にある。
バス関連の保存・展示もあり、それに加えて、電車（モハ510・8090系）やバスの運転、飛行機 (YS-11) の操縦をそれぞれ体験できるシミュレータが設置されている。2016年のリニューアルに伴いモハ510形とYS-11のシミュレータは終了した。

## 歴史
- 1982年（昭和57年）4月3日 - 東急創立60年を記念して川崎市高津区の高津駅高架下に開館[2]。入館料は大人・子供ともに10円。
- 1991年（平成3年）- 二子玉川園寄りに3号館を開設しホール・図書室・売店を移設。東急コーチとYS-11のフライトシミュレータを新設、高津駅前に展示されていたデハ204を休憩所として開放。8090系シミュレータと背中合わせに配置されていたモハ517号車カットボディの向きを変え運転シミュレータ化。
- 2002年（平成14年）9月1日 - 田園都市線複々線化工事に伴う移転のため休館[3]。
- 2003年（平成15年）3月21日 - 現在地に移転し再開[4]、財団法人東急弘潤会（当時）の建物の一部をイベント館として使用。リニューアルオープン。キャラクターの数も増えた。同時に入館料を値上げ。8090系シミュレータの映像を更新。
- 2009年（平成21年）2月24日 - 8090系シミュレータの映像を再度更新[5]。
- 2012年（平成24年）8月20日 - 高架橋の耐震補強工事のため2013年4月末まで東出入口と博物館の一部を閉鎖[6]。
- 2015年（平成27年）9月27日 - リニューアル工事のため、一時休館[7]。
- 2016年（平成28年）2月19日 - リニューアルオープン[8][9]。旧「博物館」をA棟、旧「イベント館」をB棟と改め、イベント館の設備を常設設備化。同時に入館料を値上げ。休館日を毎週月曜日から毎週木曜日に変更。
- 2019年（令和元年）10月1日 - 東急（旧・東京急行電鉄）の鉄軌道事業分割により、本博物館の運営についても東急電鉄へ移行する。

## 展示物

### 電車

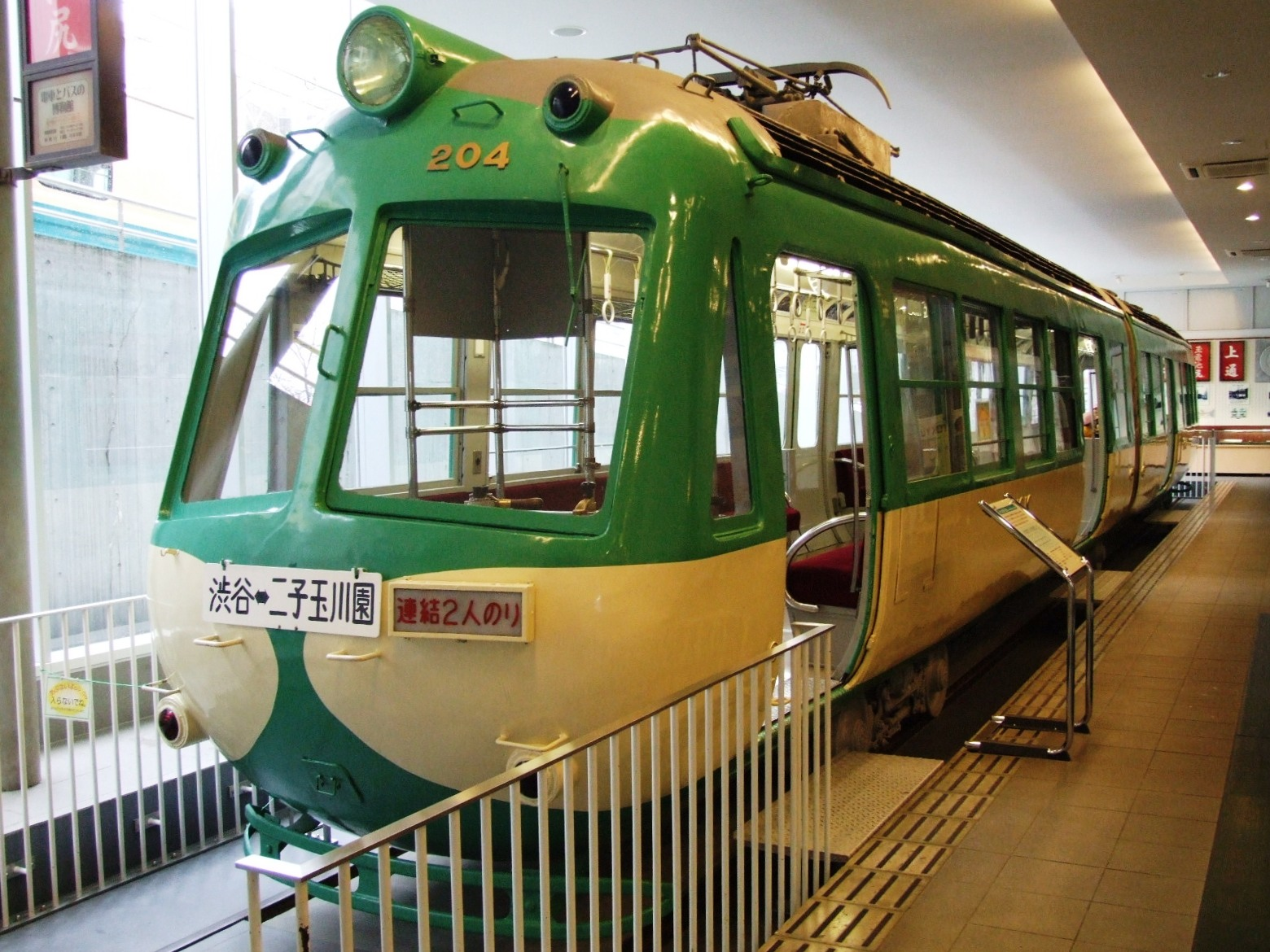
デハ204

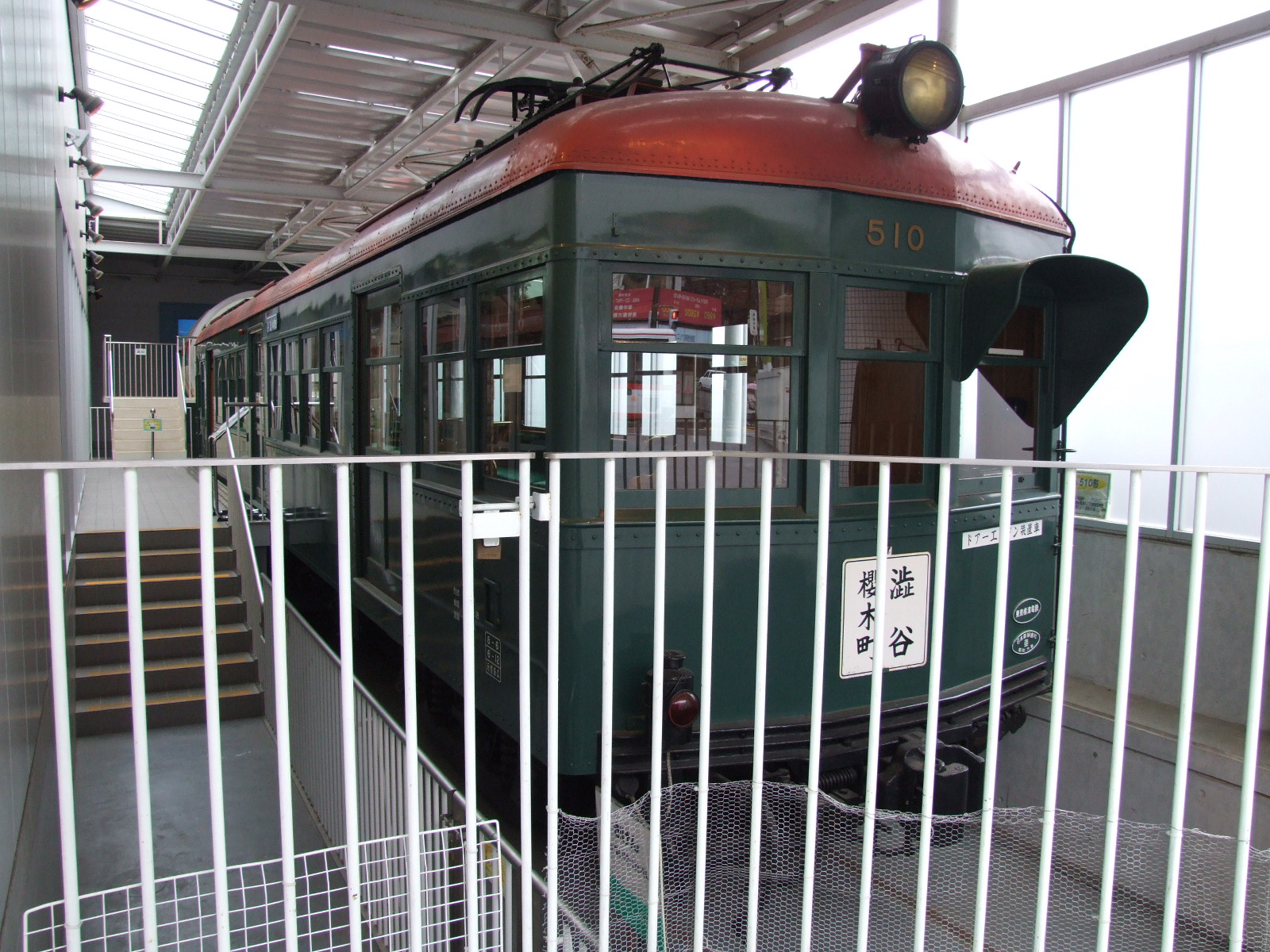
モハ510

- デハ200形デハ204

屋内に展示されており、休憩室として開放されている。同車は廃車後に多摩川園で保存されていたが、同遊園地の閉園に伴い高津駅の高架下改札前に移設（当時は当館の開館前）された後に、下記のモハ510展示に際し館内3号館に移設された。宮崎台へ移設後はA館に展示している。
- モハ510形モハ510

1989年に復元されたデハ3450をB館に展示している。高津時代は改札前（元々デハ204が展示されていた箇所）に展示され、車内非公開であったが移転後車内も公開されるようになった。
- デハ3450形デハ3456（カットボディ）

前頭部から客室ドア1枚分のカットボディと台車とのセットで展示されており、運転室内のマスコンおよびブレーキハンドルによる台車の運転操作、ドア開閉スイッチによる客用ドア開閉、パンタグラフの上下操作、客室内の電灯・扇風機の入切といった動作が可能である。
また、車内放送用マイクが設置されており車掌体験もできる。2016年のリニューアル後はドア開閉装置を使ったドア開閉もできるようになった。
同車は客用ドアが小窓のものであったが、展示に際し大窓のものに交換されている。
- モハ510形モハ517カットボディ

上記デハ3456をカットボディにした際に余剰となった後部を復元したもの。モハ517はデハ3456の製造時の車両番号である。
高津時代のリニューアルに際し、運転シミュレータに変更された。田園都市線のつきみ野駅→鷺沼駅間が収録（1989年ごろ収録）されており、落成当時の内装を再現しているため運転席に速度計はない。
宮崎台移設後も引き続きシミュレータとして使われていたが、2016年のリニューアルで撤去された。
- 8090系クハ8090運転シミュレータ（レプリカ）

2009年2月24日に音楽館によってリニューアルされ、有料予約制に変更となった（入場券を用いて同フロア内で予約を行う）。
田園都市線中央林間駅→二子玉川駅間が収録されている。映像は2008年7月に大井町線8500系にて収録。
方向幕は二子玉川の旧称である「二子玉川園」が表示されていたが、リニューアル後は「急行・渋谷」が表示されている。
宮崎台でのリニューアル後は田園都市線長津田駅→二子玉川駅間、大井町線二子玉川駅→大井町駅間、東横線渋谷駅→横浜駅間の中で選択した路線、種別から運転区間が分類されるようになった。なかでも東横線は東横特急、大井町線は急行が選択できる。
実車に合わせCS-ATCを模擬しているが、シミュレータ運転台は落成当時のままとし、前方右側にキャブシグナル付き速度計をモニタで表示させていた。その後の宮崎台でのリニューアルの際に運転台や計器類が実車の8090系に準じたATC対応のものに変更された。また、マスコンから手を離すとデッドマン装置が作動し、非常ブレーキがかかる。
※以下はリニューアル前の説明
田園都市線長津田駅→二子玉川駅間が収録されていた。映像は東武線直通運転開始直前（2002年11月）に田園都市線8500系にて収録。
方向幕は二子玉川の旧称である「二子玉川園」が表示されていた。
高津時代には東横線（日吉駅→田園調布駅間）も収録されていて、定期的に田園都市線と東横線を切り替えていた。またこのシミュレータを使用して現職の運転士が運転技術を審査する運転コンテストも開催されていた。
実車はATC搭載のため計器類が変更されているが、シミュレータは落成当時のままであった。
さらに実車はすでに全編成が東急電鉄から引退している。このシミュレータに相当する初期型の先頭車は6両全車が秩父鉄道に譲渡されている。

### バス

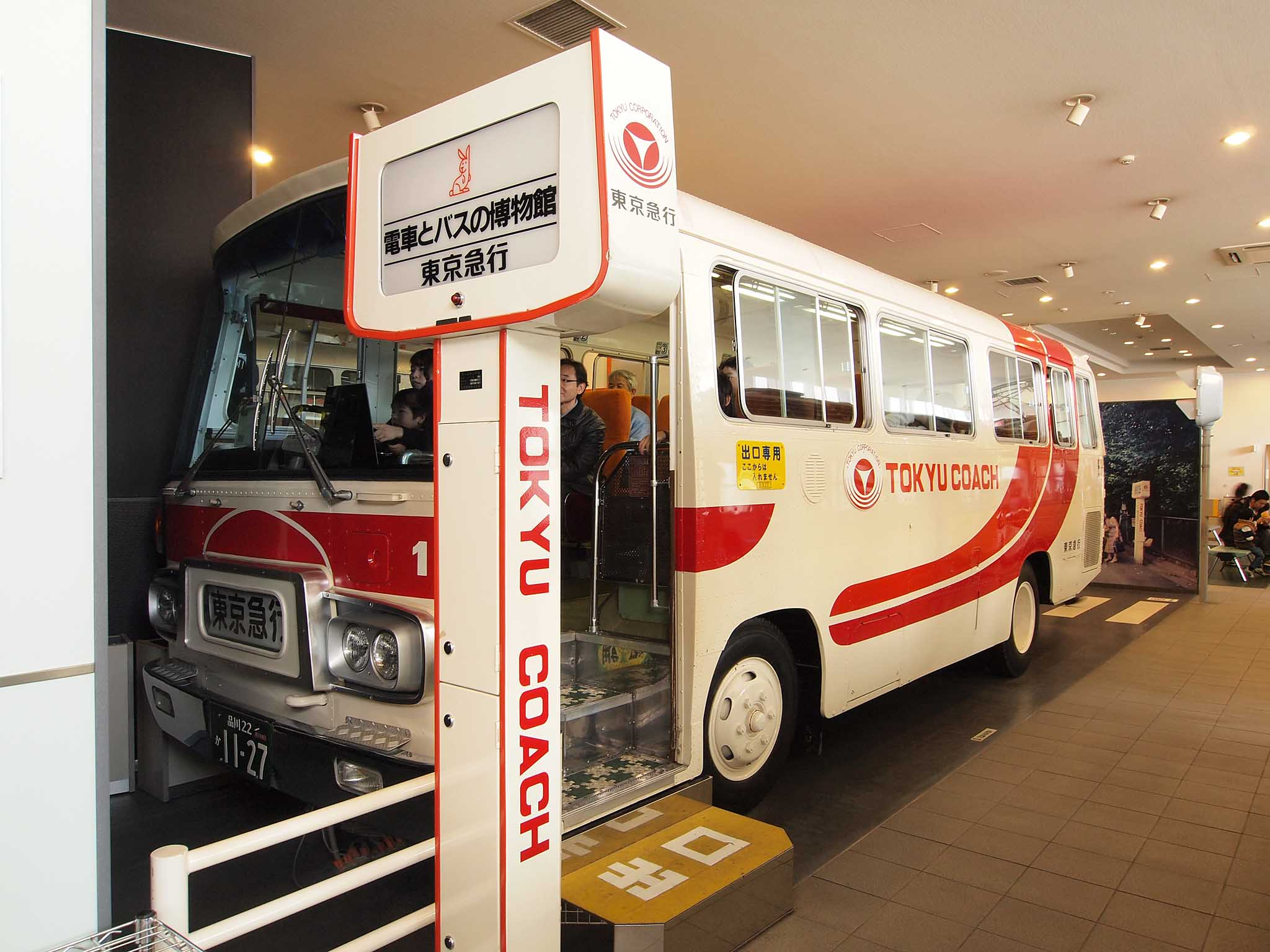
東急コーチ（シミュレータ）

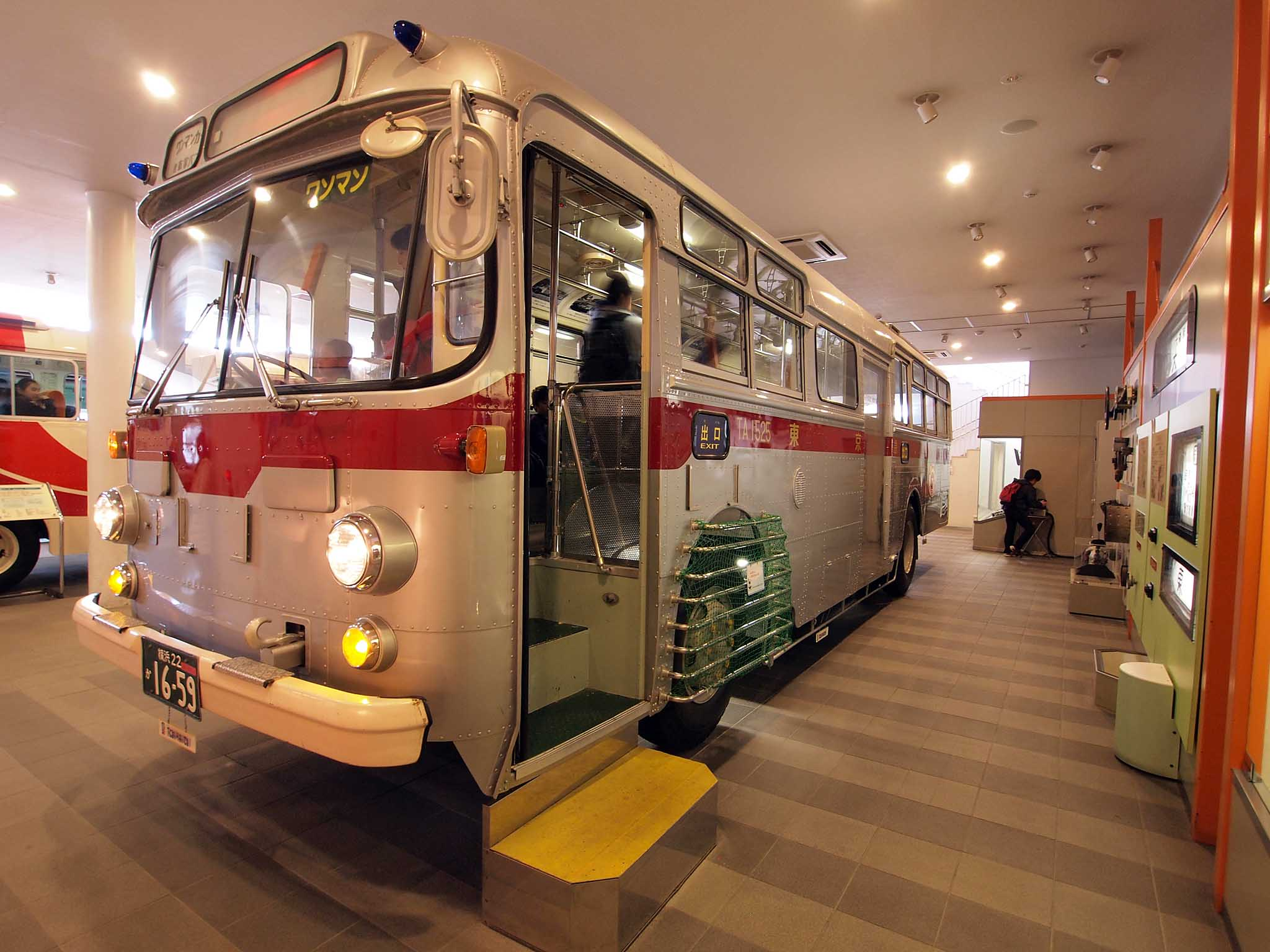
東急バス

- 日野RB10（路線バス）

荏原営業所から中延営業所を経て、晩年は高津営業所に配置されていたTA1525号車で、車体は帝国自動車工業（現・ジェイ・バス小松事業所）製。後部の床が透明になっており、エンジンや足回りの構造が見られるようになっている。また、方向幕や放送装置、降車ブザーおよび中ドア（乗降は不可）を操作することができる。車体表記は東急バス分社化前の「東京急行」。
- 三菱ふそうB623B（東急コーチ）

1975年（昭和50年）の東急コーチ自由が丘線開設に際し導入された東急コーチの第1号車。当初は駒沢営業所に配置され、同営業所の廃止に伴い弦巻営業所に転じたT6501号車である。車体は呉羽自動車工業（現在の三菱ふそうバス製造）製。運転シミュレータとして活用されており、地元の鷺沼線（宮崎台駅 - 鷺沼駅間、高津営業所管轄）が収録されている。運転結果はコンピュータで診断の上採点される。2007年7月にゲーム的な採点方式へ変更されたが、映像は以前と同じのまま。
デマンド乗降区間でバスの呼び出しに使用されていたバスポールも展示されている。
この2台は高津から宮崎台への移転時に仮ナンバーを取得して自走で移動しており、リニューアル前は図書室のビデオでその記録映像が鑑賞できた。

### 飛行機

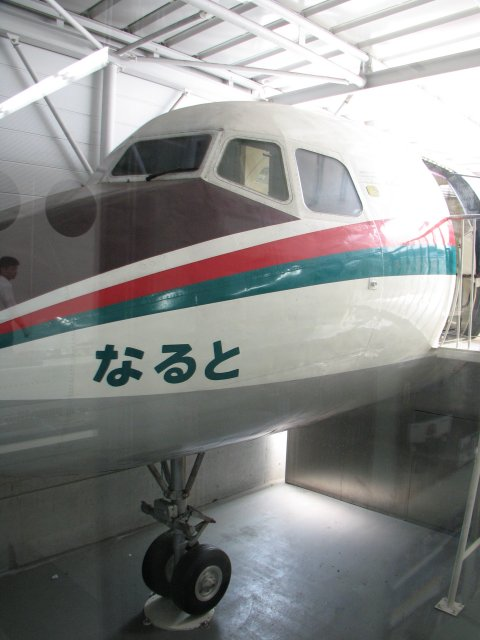
YS-11（シミュレータ）

- 日本航空機製造YS-11-109　JA8662「なると」（カットボディ、フライトシミュレータ）

東京急行電鉄（現・東急）が日本エアシステム（JAS）の親会社であったことに由来する。
B館に展示されており、東亜国内航空時代の白地に赤と緑の塗装が再現されている。1988年1月10日に米子空港にてオーバーラン事故を起こし登録を抹消された機体である。高津時代はリニューアルによって3号館に設置された。
2016年のリニューアルでシミュレータは撤去され、操縦席内部には入れなくなった。

### その他
HOゲージ模型電車の運転
ワンハンドルマスコン式とツーハンドルマスコン式の2つがあり、車両（1000系がモデル）の先端にカメラが設置され、モニターを通して運転台からの走行風景を見ることができる。高津時代は東横線を模していたが、移転後は田園都市線になった。駅は渋谷、梶が谷、長津田（高津時代は渋谷、元住吉、桜木町。現在横浜 - 桜木町は廃線となった）の3駅で構成され、ダイヤによっては梶が谷（高津時代は元住吉。現在は配線が変更となった）で急行通過待避を伴う場合がある。※現在はリニューアルされ、HOゲージ化・東横線の復活（運転できるのは田園都市線のみ）・駅の増設（宮崎台）・急行も運転可能（一部曜日は運転中止）となった。
高津駅旧駅舎の出札・改札の再現
昭和30 - 40年代の駅舎を再現。出札窓口の内部まで細かく再現されている。
踏切
入口前に設置されており、付近を田園都市線の急行電車が通過するときに警報機が鳴動し遮断機が下りる。なお高津時代は転轍機とともに屋内展示で、開館当初はボタン操作によって転轍機とともに任意に警報機と遮断機を操作することができたが、晩年は田園都市線の全列車に対し作動するよう変更されていた。
図書室
リニューアル前はイベント館にあり、鉄道雑誌のバックナンバーや1970年代 - 80年代に刊行された鉄道関係の単行本、ビデオソフトが置かれており、書籍は自由に閲覧可能で、ビデオソフトは係員に申し出て再生用端末を確保してもらう方式だった（日祝日のみ開館）。2016年のリニューアルに際してイベント館の図書室は廃止され（跡地はプレイスペースの「プラレールパーク」となる）、過去数年間の鉄道雑誌の一部が本館の目黒蒲田電鉄デハ1形電車レプリカ車体（リニューアル前は東急の歴史を紹介するビデオを上映するスペースだった）に移されたが、鉄道雑誌の古いバックナンバーや単行本、ビデオソフトは公開されなくなった。
Nゲージレイアウト
Nゲージを1回20分200円で運転できる。自分の車両の持ち込みも可能。

## マスコットキャラクター
2016年のリニューアル以前は「ラッピーちゃん」というウサギをモチーフにしたキャラクターがマスコットとして設定されていた。2016年のリニューアル後はラッピーちゃんに代わって、のるるんとノッテちゃんがマスコットとして使用されている。